# Mazagran (boisson)
Pour les articles homonymes, voir Mazagran.
Mazagran, également café mazagran, est une boisson légèrement sucrée, à base de café. Le mazagran est considéré comme l'origine du café glacé.
Cette boisson connaît deux variantes principales, l'une dite portugaise comportant de l'expresso, du jus de citron et du rhum, l'autre consommée notamment en Autriche, servie également avec du rhum et avec des glaçons. Une version plus rapide se prépare en versant un expresso sucré sur des glaçons et une tranche de citron.

## Histoire et origine
Le nom proviendrait de celui de la forteresse de Mazagran en Algérie, et de l'époque de la conquête de cette région par le royaume de France. On rapporte que les soldats français assiégés dans cette citadelle par les forces autochtones ont dû rompre avec leur habitude de consommer leur café serré et arrosé d'eau-de-vie en raison du rationnement et ont adopté comme breuvage un café largement étendu d'eau.

## Préparations et variantes
Le mazagran est préparé à partir d'un café chaud, versé sur des glaçons, et est d'habitude servi dans un verre haut et étroit,,. Il peut également être décrit comme un « café mélangé avec de l'eau plutôt qu'avec du lait », où le café est servi dans un verre haut, accompagné d'un récipient plein d'eau, que l'on doit alors verser soi-même dans le café.
La boisson est également appelée « café portugais à la glace » sucré, préparé à partir d'un café fort ou d'un expresso versé sur de la glace et du citron. Parfois, on ajoute à cette version portugaise du rhum ou du sirop de sucre.
En Autriche, le mazagran est servi avec un glaçon et préparé avec du rhum. La boisson y est habituellement consommée « d'un seul trait ».
En Catalogne, il est préparé avec du café, de la glace et du citron.
Au milieu des années 1990, Starbucks et PepsiCo ont développé une gamme de boissons gazeuses aromatisées, inspirée du mazagran, appelée « Mazagran », à base de café,. Après une brève période d'essai en Californie en 1994, la production de la boisson s'est arrêtée, faute d'un accueil favorable par les consommateurs,,. Une nouvelle étude de marché réalisée par Starbucks a mis en évidence le fait que le public aimerait consommer un extrait de café qui pourrait être utilisé dans différents produits aromatisé au café. L'extrait de café a alors été employé dans des préparations embouteillées vendues en magasin, comme le Frappuccino (en) de Starbucks,.